# Янечкова, Патриция
Патриция Бу́рда Яне́чкова (словац. Patricia Burda Janečková; 18 июня 1998, Мюнхберг, Бавария, Германия — 1 октября 2023, Острава, Моравскосилезский край, Чехия) — словацкая оперная певица, сопрано.

## Биография
Родилась в словацкой семье в Германии. Когда девочке исполнилось три месяца, родители переехали с ней в чешскую Остраву, где она выросла и прожила всю жизнь.
Патриция с детства увлекалась оперой и была участницей оперной студии театра Антонина Дворжака в Остраве. В декабре 2010 года молодая певица стала победительницей чешско-словацкого шоу талантов «Talentmania».
В 2011 году Патриция Янечкова выпустила дебютный альбом вместе с композитором, дирижёром и продюсером Оскаром Рожей (словац. Oskar Rózsa).
В 2014 году она стала самой молодой участницей, завоевавшей первую премию на Международном конкурсе духовной музыки в Риме.
В ноябре 2017 года Патриция исполнила свою первую значительную роль Галатеи в опере Г. Ф. Генделя «Ацис и Галатея».

## Болезнь и смерть
В феврале 2022 года Патриция написала на своей странице в Инстаграме о том, что у неё диагностирован рак груди и она вынуждена прервать свою карьеру на неопределённое время.
В июне 2023 Патриция вышла замуж за чешского актёра Властимила Бу́рду.
Скончалась 1 октября 2023 года от рака груди.